# Bulbophyllum longiflorum
Bulbophyllum longiflorum Thouars, 1822 è una pianta della famiglia delle Orchidacee.

## Descrizione

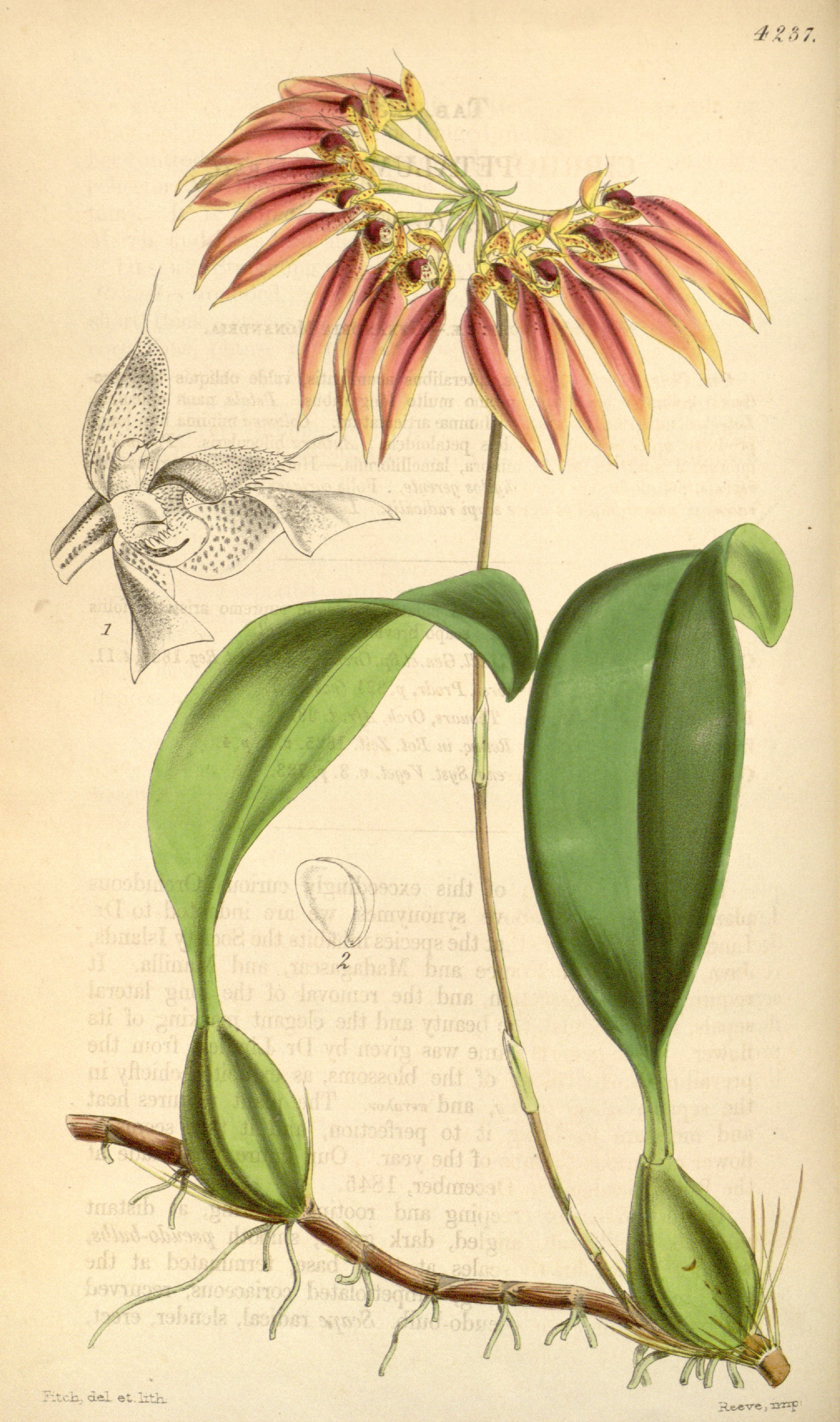

È una orchidea epifita di piccola taglia, con pseudobulbi oblungo conici, costolati, all'apice dei quali è presente una singola foglia oblunga, di consistenza carnosa.

Da ogni pseudobulbo, dall'estate all'autunno, si origina una infiorescenza apicale ad ombrella, composta da 6-8 fiori con petali purpurei e sepali di colore dal bianco al rosa pallido, lunghi sino a 20 cm.

## Distribuzione e habitat
La specie ha un ampio areale che comprende Africa, Madagascar, isole Mascarene, isole Seychelles, Malaysia, Queensland, Nuova Guinea, Nuova Caledonia, isole Figi, isole della Società e isole Australi.